# Christian Berger (Fußballspieler, 1997)
Christian Berger (* 9. Mai 1997) ist ein österreichischer Fußballspieler.

## Karriere
Berger begann seine Karriere beim SVU Murau. 2011 kam er in die Akademie der Kapfenberger SV. Im Mai 2013 stand er gegen die Union Vöcklamarkt erstmals im Kader der Amateure der KSV. Im selben Monat debütierte er schließlich auch für diese in der Regionalliga, als er am 27. Spieltag der Saison 2012/13 gegen den SV Allerheiligen in der 80. Minute für Ivica Lucić eingewechselt wurde.
Zur Saison 2013/14 wurde er an die siebtklassige Zweitmannschaft des SVA Kindberg verliehen, für die er eine Saison lang aktiv war. Nachdem er in der Hinrunde nur unregelmäßig eingesetzt worden war und es bei acht Einsätzen auf drei Tore gebracht hatte, agierte er in der Rückrunde im Frühjahr umso torgefährlicher und erzielte bei elf Ligaeinsätzen 16 Tore. Mit den Kindbergern wurde er am Ende Meister der Gebietsliga Mürz, was den Aufstieg in die sechstklassige Unterliga Nord A bedeutete. Nach seiner Rückkehr zu den Amateuren von Kapfenberg erzielte er für die inzwischen in die Landesliga abgestiegene Mannschaft im Mai 2015 bei einem 3:1-Sieg gegen den SC Fürstenfeld seinen ersten Treffer und brachte es bis zum Saisonende auf sieben Landesligaeinsätze und zwei -tore. Des Weiteren wurde er in dieser Saison in sechs Spielen der dritten Mannschaft, dem ASC Rapid Kapfenberg, eingesetzt, wobei er ein Tor beisteuerte.
Im August 2015 stand Berger gegen den SKN St. Pölten erstmals im Profikader von Kapfenberg. Sein Debüt in der zweiten Liga gab er schließlich im November 2015, als er am 19. Spieltag der Saison 2015/16 gegen den FC Wacker Innsbruck in der 80. Minute für Dimitry Imbongo eingewechselt wurde. Bis Saisonende kam Berger zu vier weiteren Einsätzen in der zweiten Liga.
Zur Saison 2016/17 wechselte er zum Ligakonkurrenten SC Wiener Neustadt. Verletzungsbedingt kam er bei den Niederösterreichern jedoch nur zu fünf Einsätzen für die fünftklassigen Amateure, für die er drei Treffer erzielte.
Zur Saison 2017/18 wechselte Berger zum Regionalligisten SC Kalsdorf. Seinen ersten Treffer in der Regionalliga erzielte er im Oktober 2017 bei einem 3:2-Sieg gegen den USV Allerheiligen. Bis Saisonende kam er zu 20 Ligaeinsätzen in der Regionalliga, in denen er sechs Tore erzielte.
Zur Saison 2018/19 schloss er sich dem Regionalligaaufsteiger Grazer AK an. Nach dem Aufstieg in die 2. Liga mit dem GAK verließ er den Verein nach der Saison 2018/19 und wechselte zum Regionalligisten Deutschlandsberger SC. Nach 15 Regionalligaeinsätzen für den DSC wechselte er im Februar 2020 zum Ligakonkurrenten SV Allerheiligen. Für Allerheiligen kam er bis zum COVID-bedingten Saisonabbruch zu elf Einsätzen, in denen er siebenmal traf.
Zur Saison 2021/22 wechselte Berger weiter innerhalb der Regionalliga Mitte zum FC Gleisdorf 09, bei dem er aktuell (Stand: Juni 2025) noch immer unter Vertrag steht.
Parallel zu seiner Spielerlaufbahn ist Berger seit 2019 auch als Trainer im Nachwuchsbereich tätig. So war er etwa von 2019 bis 2020 Co-Trainer im Nachwuchs des SC Bad Gams. So war er etwa von 2019 bis 2020 Co-Trainer im Nachwuchs des SC Bad Gams. Danach war Berger, der seit Oktober 2020 die ÖFB-D-Trainerlizenz besitzt und seit Jänner 2022 auch über die UEFA-C- sowie seit November 2022 über die UEFA-B-Lizenz verfügt, von 2021 bis 2022 in der Jugend des FC Gleisdorf 09 tätig. Von Frühjahr 2022 bis zur Winterpause 2023/24 war er anschließend in der Nachwuchsarbeit des SK Sturm Graz aktiv.